# Loïc Sadoun
Pour les articles homonymes, voir Sadoun.
Loïc Sadoun (né le 26 mai 1977 à Charenton-le-Pont dans le Val-de-Marne) est un joueur professionnel franco-algérien de hockey sur glace.

## Carrière en club
Loïc Sadoun est formé au club parisien des Français Volants. Il débute avec l'équipe première en Division 1 durant la saison 1994-1995. Après 2 saisons, il est recruté par les Dragons de Rouen qui évoluent en Ligue Magnus. Il y restera 2 ans avant de rejoindre Reims pour 4 saisons. Avec le club champenois, il écrit une première ligne à son palmarès avec un premier titre de Champion de France en 1999-2000 aux dépens des Léopards de Caen. En 2001-2002, il remporte son second titre de Champion de France face à son ancienne équipe, Rouen. À la fin de cette saison, il quitte le club pour la Bretagne et le club de Brest. Malgré une quatrième place, Brest est rétrogradé en Division 3 pour des problèmes d'ordres financiers. Cette rétrogradation verra le départ de plusieurs joueurs dont Ludek Broz ou Dino Grossi. Loïc Sadoun se tournera vers le club des Diables noirs de Tours. L'équipe entrainée par Robert Millette arrive en finale du championnat face aux Scorpions de Mulhouse mais échoue. Pour des raisons financières, Tours n'est pas autorisé à repartir en Ligue Magnus la saison suivante et se voit rétrogradé en Division 2. Loïc Sadoun est alors recruté par les Gothiques d'Amiens. Il fut finaliste du championnat en 2005-2006. Il restera en Picardie pendant 5 saisons avant d'aller renforcer le club bourguignon des Ducs de Dijon à l'inter-saison 2010-2011. Pour la saison 2012-2013, il rejoint les Bisons de Neuilly sur Marne.

## Carrière au niveau international
Loïc Sadoun représenta l'Équipe de France de hockey sur glace au niveau international lors des compétitions suivantes :
- Championnat d'Europe junior de hockey sur glace en 1994 et 1995.
- Championnat du monde junior de hockey sur glace en 1996 et en 1997.

## Parenté dans le sport
Son frère Yven est également joueur de hockey sur glace.

## Statistiques

### En club
Pour les significations des abréviations, voir Statistiques du hockey sur glace.
| Saison    | Équipe                      | Ligue        |    | Saison régulière | Saison régulière | Saison régulière | Saison régulière | Saison régulière |   | Séries éliminatoires | Séries éliminatoires | Séries éliminatoires | Séries éliminatoires | Séries éliminatoires |
| Saison    | Équipe                      | Ligue        | PJ | B                | A                | Pts              | Pun              | PJ               | B | A                    | Pts                  | Pun                  |                      |                      |
| 1994-1995 | Français Volants            | Division 1   | 23 | 7                | 8                | 15               | 2                |                  |   |                      |                      |                      |                      |                      |
| 1995-1996 | Français Volants            | Division 1   | 23 | 15               | 17               | 32               | 34               |                  |   |                      |                      |                      |                      |                      |
| 1996-1997 | Dragons de Rouen            | Ligue Magnus | 28 | 4                | 9                | 13               | 12               |                  |   |                      |                      |                      |                      |                      |
| 1997-1998 | Rouen                       | Ligue Magnus | 49 | 12               | 16               | 28               | 18               |                  |   |                      |                      |                      |                      |                      |
| 1998-1999 | Hockey Club de Reims        | Ligue Magnus | 47 | 9                | 16               | 25               | 24               |                  |   |                      |                      |                      |                      |                      |
| 1999-2000 | Reims                       | Ligue Magnus | 40 | 12               | 17               | 29               | 28               |                  |   |                      |                      |                      |                      |                      |
| 2000-2001 | Reims                       | Ligue Magnus | 24 | 9                | 16               | 25               | --               | 11               | 3 | 8                    | 11                   | --                   |                      |                      |
| 2001-2002 | Reims                       | Ligue Magnus | -- | 14               | 15               | 29               | --               |                  |   |                      |                      |                      |                      |                      |
| 2002-2003 | Brest Albatros Hockey       | Ligue Magnus | 27 | 10               | 18               | 28               | 48               |                  |   |                      |                      |                      |                      |                      |
| 2003-2004 | Brest                       | Ligue Magnus | 26 | 12               | 16               | 19               | 20               | 8                | 2 | 6                    | 8                    | 4                    |                      |                      |
| 2004-2005 | ASG Tours                   | Ligue Magnus | 28 | 11               | 25               | 36               | 20               | 11               | 3 | 4                    | 7                    | 10                   |                      |                      |
| 2005-2006 | Gothiques d'Amiens          | Ligue Magnus | 28 | 16               | 14               | 30               | 28               | 10               | 2 | 4                    | 6                    | 6                    |                      |                      |
| 2006-2007 | Amiens                      | Ligue Magnus | 26 | 12               | 22               | 34               | 18               | 5                | 1 | 2                    | 3                    | 6                    |                      |                      |
| 2007-2008 | Amiens                      | Ligue Magnus | 25 | 8                | 15               | 23               | 22               | 3                | 3 | 3                    | 6                    | 2                    |                      |                      |
| 2008-2009 | Amiens                      | Ligue Magnus | 26 | 17               | 26               | 43               | 4                | 8                | 3 | 3                    | 6                    | 8                    |                      |                      |
| 2009-2010 | Amiens                      | Ligue Magnus | 23 | 4                | 9                | 13               | 6                | 4                | 0 | 0                    | 0                    | 0                    |                      |                      |
| 2010-2011 | Ducs de Dijon               | Ligue Magnus | 26 | 10               | 15               | 25               | 8                | 2                | 1 | 0                    | 1                    | 0                    |                      |                      |
| 2011-2012 | Ducs de Dijon               | Ligue Magnus | 1  | 0                | 1                | 1                | 0                |                  |   |                      |                      |                      |                      |                      |
| 2011-2012 | Phénix de Reims             | Division 1   | 21 | 8                | 17               | 25               | 24               |                  |   |                      |                      |                      |                      |                      |
| 2012-2013 | Bisons de Neuilly-sur-Marne | Division 1   | 26 | 8                | 21               | 29               | 20               | 2                | 0 | 0                    | 0                    | 2                    |                      |                      |
| 2013-2014 | Bisons de Neuilly-sur-Marne | Division 1   | 26 | 8                | 14               | 22               | 18               | 6                | 0 | 3                    | 3                    | 0                    |                      |                      |
| 2014-2015 | Bisons de Neuilly-sur-Marne | Division 1   | 24 | 5                | 10               | 15               | 12               | 2                | 0 | 2                    | 2                    | 0                    |                      |                      |

### En équipe nationale
| Année | Équipe | Compétition                 |   | PJ | B | A | Pts | Pun                   |  | Résultats |
| 1994  | France | Championnat d'Europe junior | 5 | 2  | 2 | 4 | 0   | Septième du Groupe B  |  |           |
| 1995  | France | Championnat d'Europe junior | 5 | 1  | 1 | 2 | 4   | Sixième du Groupe B   |  |           |
| 1996  | France | Championnat du monde junior | 5 | 2  | 2 | 4 | 0   | Septième du Groupe B  |  |           |
| 1997  | France | Championnat du monde junior | 7 | 7  | 2 | 9 | 0   | Troisième du Groupe B |  |           |

## Trophée et honneurs personnels
- Champion de France en 1999-2000 puis en 2001-2002.
- Sélectionné dans l'équipe française pour le Match des étoiles en 2005-2006, 2006-2007, 2007-2008 et 2008-2009.